# 庭瀬康二
庭瀬 康二（にわせ こうじ、1939年（昭和14年）10月22日 - 2002年（平成14年）6月11日）は、日本の医師である。詩人の谷川俊太郎は従兄弟。

## 経歴・人物
岡山県に生まれる。名古屋大学医学部卒業後、国立がん研究センターに勤務する。その後は三井記念病院、河北総合病院に勤務した後に独立し、1979年（昭和54年）に千葉県流山市に「庭瀬クリニック」を開業し、病院勤務としては珍しく「年中無休」の看板を立て、院長も務めた。
この頃に歌人の寺山修司や劇作家の唐十郎、小説家の嵐山光三郎及び赤瀬川原平等多くの著名文化人が当病院へ診察に訪れた。また「メデュトピア」という新しい医学用語を導き、1つの敷地内に総合病院や老人ホーム、医学校からなる複合医療施設の計画にも携わった。

## 著書
- 『ガン病棟のカルテ』